# Leon Bürger
Leon Bürger (* 11. November 1999 in Hamburg) ist ein deutscher Fußballspieler.

## Sportliche Laufbahn

### Vereinskarriere
Nach seinen Anfängen im Nachwuchs des FC Rot-Weiß Erfurt, des FC Carl Zeiss Jena und des VfL Wolfsburg wechselte er im Sommer 2016 in die Jugendabteilung von Eintracht Braunschweig. Dort kam er auch zu seinem ersten Einsatz im Profibereich in der 3. Liga, als er am 6. Oktober 2018, dem 11. Spieltag, beim 2:2-Heimunentschieden gegen die Sportfreunde Lotte in der 61. Spielminute für Stephan Fürstner eingewechselt wurde. Im Sommer 2021 wechselte er zu seinem Stammverein FC Carl Zeiss Jena in die Regionalliga Nordost. Doch schon nach einer Saison mit 34 Pflichtspielen und einem Tor ging Bürger weiter zum Drittligisten SC Verl, der ihn im Januar 2023 bis zum Ende der Saison 2022/23 an den Regionalligisten SV Babelsberg 03 verlieh. Nachdem er im Sommer 2023 zur Saisonvorbereitung nach Verl zurückgekehrt war, wechselte er Ende August 2023 schließlich fest nach Babelsberg.

### Auswahleinsätze
Bürger debütierte am 17. April 2017 in der deutschen U-18-Nationalelf beim 3:0-Heimsieg gegen Österreich. Gut ein Jahr später, am 25. April 2018, spielte das Talent in der U-19-Auswahl des Deutschen Fußball-Bundes beim 2:2-Remis gegen die gastgebenden Dänen. In seinen beiden U-Länderspielen wurde er eingewechselt.

## Trivia
Sein Vater ist der ehemalige Fußballprofi und spätere Trainer Henning Bürger.